# Nickel-vätebatteri

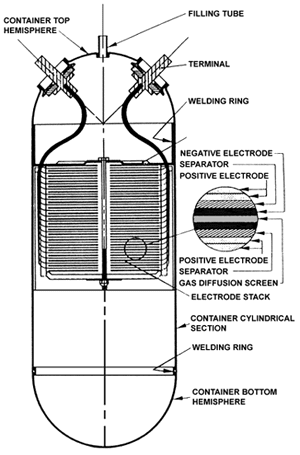
Schema för ett nickel-vätebatteri.

Nickel-vätebatteri (NIH2 eller Ni-H2) är en uppladdningsbar elektrokemisk strömkälla baserad på nickel och väte. Det skiljer sig från ett nickel-metallhydridbatteri (NiMH) genom användning av väte i gasform, lagrat i en tryckcell med upp till 82,7 bars tryck. Nickel-vätebatteri patenterades i februari 1971 av Alexandr Ilich Kloss och Boris Ioselevich Tsenter i USA.
NIH2-celler med användning av 26-procentig kaliumhydroxid (KOH) som elektrolyt har uppvisat en livslängd på 15 år eller mer vid 80 % urladdningsdjup (DOD). Batteriets energitäthet är 75 Wh/kg, 60 Wh/liter och specifik effekt 220 W/kg. Tomgångsspänning är 1,55 V och den genomsnittliga spänningen under urladdning är 1,25 V.
Medan energitätheten är bara omkring en tredjedel av den hos ett litiumbatteri är en specifik egenskap hos nickel-vätebatteri dess långa livslängd. Cellerna kan hantera mer än 20 000 laddningscykler med 85 % energieffektivitet och 100 % faradisk effektivitet.
Uppladdningsbara NIH2-batterier har egenskaper som gör dem attraktiva för lagring av elenergi i satelliter, rymdstationer och rymdsonder. Till exempel ISS, Messenger, Mars Odyssey och Mars Global Surveyor är utrustade med denna typ av batterier. Rymdteleskopet Hubble ledde, när dess originalbatterier byttes i maj 2009 mer än 19 år efter starten, med det högsta antalet laddnings- och urladdningscykler av alla NIH2-batteriet i låg omloppsbana runt jorden.

## Historik
Utvecklingen av nickel-vätebatteri inleddes 1970 vid Comsat och användes för första gången år 1977 ombord på amerikanska flottans navigationstekniksatellit 2 (NTS-2). År 2016 var de största tillverkarna av nickel-vätebatterier Eagle-Picher Technologies och Johnson Controls, Inc.
Nickel-vätebatterier introducerades på marknaden som ett energilagringssystem för kommersiella kommunikationssatelliter. De första nickel-metallhydrid-batteriet (NiMH) av konsumentkvalitet för mindre applikationer kom på marknaden 1989 som en variant av 1970-talets nickel-väte batteri.